# Jegor Abakumow
Jegor Trofimowicz Abakumow (ros. Егор Трофимович Абакумов, ur. 1895, zm. 30 października 1953) – radziecki działacz gospodarczy.

## Życiorys
Od 1918 był członkiem RPK(b).  
Brał udział w wojnie domowej w Rosji. Od 1920 pełnił funkcje kierownicze w przemyśle węglowym Donbasu, w latach 1932–1933 kierował trustem „Stalinugol”. W 1930 ukończył zaocznie Moskiewski Instytut Górniczy. Od 1933 był pierwszym zastępcą, a od 1935 do 1939 szefem moskiewskiego „Mietrostroja” (przedsiębiorstwa budującego metro w Moskwie). Od 1939 do 1947 był szefem „Gławszachtostroja” (centrala budowy kopalń), jednocześnie pierwszym zastępcą ludowego komisarza (ministra) przemysłu węglowego ZSRR. Od 1947 pełnił szereg odpowiedzialnych funkcji, w tym na szczeblu centralnym . 
Laureat Nagrody Stalinowskiej w 1947.
Deputowany Rady Najwyższej ZSRR w latach 1937–1950.
Pochowany na moskiewskim Cmentarzu Nowodziewiczym.